# Unione Sportiva Salernitana 1952-1953
Questa pagina raccoglie i dati riguardanti l'Unione Sportiva Salernitana nelle competizioni ufficiali della stagione 1952-1953.

## Stagione
Dopo due stagioni di lotta per la salvezza, la Salernitana 1952-53 opta per una stagione di assestamento. L'allenatore scelto per iniziare il nuovo ciclo è Carlo Ceresoli.
La prima partita stagionale è contro il Messina dell'ex allenatore Rudy Hiden. Prima del via della gara, con una cerimonia iniziale lo Stadio Comunale viene intitolato a Donato Vestuti, giornalista salernitano spentosi durante la prima guerra mondiale che fu uno dei principali pionieri del calcio in città, fondando nel 1913 il Salerno F.B.C.
La partita col Messina viene vinta per 3-1, ma anche per questa stagione i campani dovranno evitare una retrocessione che, a tre giornate dal termine viene scongiurata grazie anche al cambio di allenatore a stagione in corso: giunge Enrico Carpitelli, che migliora la fase difensiva e grazie alla vittoria col Monza permette ai granata di salvarsi.

## Divise
La divisa della Salernitana 1952-1953.
| Manica sinistra · Maglietta · Maglietta · Manica destra · Pantaloncini · Calzettoni · Calzettoni |

## Organigramma societario
Fonte
Area direttiva
- Presidente: Marcantonio Ferro
- Segretario: Bruno Somma

Area tecnica
- Allenatore: Carlo Ceresoli, dal 13/1/1953 Enrico Carpitelli
- Allenatore in seconda: Mario Saracino

Area sanitaria
- Medico Sociale: Gino Bernabò
- Massaggiatore: Alberto Fresa

## Rosa
Fonte
| N. |                   | Ruolo | Calciatore        |
| -- | ----------------- | ----- | ----------------- |
|    | Italia (bandiera) | P     | Aldo D'Ambrosi    |
|    | Italia (bandiera) | P     | Guerino Siligardi |
|    | Italia (bandiera) | P     | Marco Brandolin   |
|    | Italia (bandiera) | D     | Aristide Griffith |
|    | Italia (bandiera) | D     | Pietro Miniussi   |
|    | Italia (bandiera) | D     | Mauro Tuccini     |
|    | Italia (bandiera) | D     | Dino Fragni       |
|    | Italia (bandiera) | D     | Tristano Pangaro  |
|    | Italia (bandiera) | C     | Luigi Bertoli     |
|    | Italia (bandiera) | C     | Giorgio Cori      |
|    | Italia (bandiera) | C     | Sergio Dovier     |
|    | Italia (bandiera) | C     | Giuseppe Dardo    |
|    | Italia (bandiera) | C     | Renato Fioravanti |

| N. |                     | Ruolo | Calciatore            |
| -- | ------------------- | ----- | --------------------- |
|    | Italia (bandiera)   | C     | Giuseppe Mainiero     |
|    | Italia (bandiera)   | C     | Vincenzo Voccia       |
|    | Italia (bandiera)   | C     | Marcello Taccola      |
|    | Italia (bandiera)   | A     | Adriano Ceruti        |
|    | Italia (bandiera)   | A     | Costantino De Andreis |
|    | Italia (bandiera)   | A     | Lorenzo Colpo         |
|    | Italia (bandiera)   | A     | Pietro Sotgiu         |
|    | Ungheria (bandiera) | A     | Mihály Kincses        |
|    | Italia (bandiera)   | A     | Lidio Massagrande     |
|    | Italia (bandiera)   | A     | Ivo Novello           |
|    | Italia (bandiera)   | A     | Alfredo Pastore       |
|    | Italia (bandiera)   | A     | Bruno Piemonte        |

## Risultati

### Serie B

#### Girone di andata
| Arbitro: | Rigato (Mestre) |

|                                                  |           |             |
| Novello 6’ De Andreis 15’ (rig.) Massagrande 31’ | Marcatori | 28’ Da Prat |

| Salerno 21 settembre 1952 2ª giornata | Salernitana     | 0 – 0 referto | Brescia | Stadio Donato Vestuti\| Arbitro: \| Corallo (Lecce) \| |
| Arbitro:                              | Corallo (Lecce) |               |         |                                                        |

| Arbitro: | Guarnaschhelli (Pavia) |

|                                           |           |             |
| Lerici 1’, 43’ Renzulli 9’ Vergazzola 14’ | Marcatori | 57’ Pastore |

| Arbitro: | Marangio (Roma) |

|             |           |               |
| Pastore 15’ | Marcatori | 67’ Marchetto |

| Arbitro: | Ferrari Aggradi (Firenze) |

|             |           |           |
| Novello 42’ | Marcatori | 21’ Motta |

| Arbitro: | Casagrande (Milano) |

|               |           |  |
| Pivatelli 67’ | Marcatori |  |

| Arbitro: | Fumagalli (Milano) |

|           |           |             |
| Klein 32’ | Marcatori | 61’ Taccola |

| Arbitro: | Marchetti (Milano) |

|                 |           |                                               |
| Massagrande 39’ | Marcatori | 32’ (aut.) Tuccini 59’ Frandsen 88’ Baccalini |

| Arbitro: | Rigato (Mestre) |

|                |           |  |
| De Andreis 24’ | Marcatori |  |

| Arbitro: | Righi (Milano) |

|                                      |           |  |
| Quaresima 7’, 39’ Marchetti 80’, 89’ | Marcatori |  |

| Arbitro: | Fortina (Novara) |

|  |           |                |
|  | Marcatori | 83’ De Andreis |

| Arbitro: | Tassini (Verona) |

|                |           |               |
| Fioravanti 49’ | Marcatori | 11’ Corradino |

| Arbitro: | Lo Bello (Siracusa) |

|                    |           |            |
| Morisco 27’ (aut.) | Marcatori | 31’ Basile |

| Arbitro: | Ferrari Aggradi (Firenze) |

|                                       |           |                             |
| Frugali 24’ Avedano 36’ Bercarich 47’ | Marcatori | 44’ Pastore 55’ Massagrande |

| Arbitro: | Arpaia (Roma) |

|                       |           |             |
| Copreni 20’ Lenci 37’ | Marcatori | 55’ Taccola |

| Arbitro: | Garzelli (Livorno) |

|             |           |            |
| Tuccini 66’ | Marcatori | 46’ Genero |

| Arbitro: | De Gregorio (Legnano) |

|                |           |  |
| De Andreis 13’ | Marcatori |  |

#### Girone di ritorno
| Messina 25 gennaio 1953 18ª giornata | Messina         | 0 – 0 referto | Salernitana | Stadio Giovanni Celeste\| Arbitro: \| Marangio (Roma) \| |
| Arbitro:                             | Marangio (Roma) |               |             |                                                          |

| Arbitro: | Cartei (Firenze) |

|                                     |           |                       |
| Borra 5’ (rig.) Scaramuzzi 42’, 66’ | Marcatori | 48’ (rig.) De Andreis |

| Arbitro: | Campanati (Milano) |

|                                          |           |  |
| Kincses 43’ (rig.) Cori 50’ Mainiero 84’ | Marcatori |  |

| Modena 15 febbraio 1953 21ª giornata | Modena          | 0 – 0 referto | Salernitana | Stadio Comunale\| Arbitro: \| Canepa (Genova) \| |
| Arbitro:                             | Canepa (Genova) |               |             |                                                  |

| Arbitro: | Occhinegro (Taranto) |

|                                  |           |  |
| Motta 32’, 75’ Manzardo 69’, 84’ | Marcatori |  |

| Arbitro: | Guarnaschelli (Pavia) |

|                    |           |               |
| Colpo 29’ Cori 73’ | Marcatori | 32’ Pivatelli |

| Salerno 8 marzo 1953 24ª giornata | Salernitana      | 0 – 0 referto | Catania | Stadio Donato Vestuti\| Arbitro: \| Orlandini (Roma) \| |
| Arbitro:                          | Orlandini (Roma) |               |         |                                                         |

| Lucca 15 marzo 1953 25ª giornata | Lucchese      | 0 – 0 referto | Salernitana | Stadio Porta Elisa\| Arbitro: \| Arpaia (Roma) \| |
| Arbitro:                         | Arpaia (Roma) |               |             |                                                   |

| Genova 22 marzo 1953 26ª giornata | Genoa              | 0 – 0 referto | Salernitana | Stadio Luigi Ferraris\| Arbitro: \| Campanati (Milano) \| |
| Arbitro:                          | Campanati (Milano) |               |             |                                                           |

| Arbitro: | Liverani (Torino) |

|                                |           |  |
| Cori 13’ Kincses 44’ Colpo 66’ | Marcatori |  |

| Arbitro: | Grandville (Roma) |

|                  |           |  |
| Kincses 47’, 52’ | Marcatori |  |

| Arbitro: | Guarnaschelli (Pavia) |

|                                          |           |  |
| Polo 25’ Cavaleri 44’, 49’ Corradino 69’ | Marcatori |  |

| Piombino 19 aprile 1953 30ª giornata | Piombino        | 0 – 0 referto | Salernitana | Stadio Magona d'Italia\| Arbitro: \| Perego (Milano) \| |
| Arbitro:                             | Perego (Milano) |               |             |                                                         |

| Arbitro: | Orlandini (Roma) |

|                 |           |  |
| Massagrande 30’ | Marcatori |  |

| Arbitro: | Gemini (Roma) |

|          |           |  |
| Cori 22’ | Marcatori |  |

| Arbitro: | Agnolin (Bassano del Grappa) |

|                                           |           |  |
| Griffith 21’ (aut.) Zian 35’ Dalcerri 44’ | Marcatori |  |

| Arbitro: | Grignani (Milano) |

|                       |           |            |
| Farina 30’ Loschi 48’ | Marcatori | 23’ Sotgiu |

## Statistiche

### Statistiche di squadra
| Competizione | Punti | In casa | In casa | In casa | In casa | In casa | In casa | In trasferta | In trasferta | In trasferta | In trasferta | In trasferta | In trasferta | Totale | Totale | Totale | Totale | Totale | Totale | DR  |
| Competizione | Punti | G       | V       | N       | P       | Gf      | Gs      | G            | V            | N            | P            | Gf           | Gs           | G      | V      | N      | P      | Gf     | Gs     | DR  |
| ------------ | ----- | ------- | ------- | ------- | ------- | ------- | ------- | ------------ | ------------ | ------------ | ------------ | ------------ | ------------ | ------ | ------ | ------ | ------ | ------ | ------ | --- |
| Serie B      | 33    | 17      | 9       | 7       | 1       | 23      | 10      | 17           | 1            | 6            | 10           | 8            | 31           | 34     | 10     | 13     | 11     | 31     | 41     | -10 |

### Statistiche dei giocatori
Fonte
| Giocatore      | Serie B  | Serie B | Serie B     | Serie B    |
| Giocatore      | Presenze | Reti    | Ammonizioni | Espulsioni |
| -------------- | -------- | ------- | ----------- | ---------- |
| L. Bertoli     | 28       | 0       | ?           | ?          |
| M. Brandolin   | 7        | -10     | ?           | ?          |
| A. Ceruti      | 0        | 0       | 0           | 0          |
| L. Colpo       | 24       | 2       | ?           | ?          |
| G. Cori        | 19       | 4       | ?           | ?          |
| A. D'Ambrosi   | 22       | -26     | ?           | ?          |
| G. Dardo       | 0        | 0       | 0           | 0          |
| C. De Andreis  | 29       | 5       | ?           | ?          |
| S. Dovier      | 3        | 0       | ?           | ?          |
| R. Fioravanti  | 8        | 1       | ?           | ?          |
| D. Fragni      | 19       | 0       | ?           | ?          |
| A. Griffith    | 17       | 0       | ?           | ?          |
| M. Kincses     | 18       | 4       | ?           | ?          |
| G. Mainiero    | 4        | 1       | ?           | ?          |
| L. Massagrande | 25       | 4       | ?           | ?          |
| P. Miniussi    | 31       | 0       | ?           | ?          |
| I. Novello     | 5        | 2       | ?           | ?          |
| T. Pangaro     | 2        | 0       | ?           | ?          |
| A. Pastore     | 22       | 3       | ?           | ?          |
| B. Piemonte    | 0        | 0       | 0           | 0          |
| G. Silingardi  | 5        | -5      | ?           | ?          |
| P. Sotgiu      | 17       | 1       | ?           | ?          |
| M. Taccola     | 32       | 2       | ?           | ?          |
| M. Tuccini     | 32       | 1       | ?           | ?          |
| V. Voccia      | 5        | 0       | ?           | ?          |